# Shade: Wrath of Angels
Shade: Wrath of Angels (známý také jako Shade: Hněv andělů) je česká počítačová hra z roku 2004. Byla vytvořena společností Black Element Software. Vývoj trval od roku 1998. Jde tak o jednu z nejdéle vyvíjených českých her vůbec. Původně se hra měla jmenovat Nefandus a mělo jít o isometrickou střílečku podobnou hře Diablo.

## Gameplay
Hra se odehrává ve čtyřech světech - našem, středověkém, egyptském a světě stínů. Postava hráče může bojovat pomocí kouzelného meče, pistole, kuše a později pomocí kouzelného předmětu jménem Spár. S pomocí kouzelného meče je možné se na určitých místech vyléčit. Také je možné se na chvíli přepnout na postavu démona, který je velmi silný a je možné pro démona v průběhu hry dokupovat kouzla. Od zabitých nepřátel je možné si vzít jejich zbraně.

## Příběh
Hra sleduje osudy člověka, kterého jeho bratr, o němž tři roky neslyšel, požádal dopisem o pomoc s jakýmsi archeologickým objevem. Místo něj však hlavní hrdina nalézá anděla. Ten mu sdělí, že musí najít srdce dalších tří andělů. Jenže pro splnění svého úkolu musí navštívit tři cizí světy, kde jsou ukryta. Pak se bude moci setkat se svým bratrem. Na jeho cestě jej doprovází zmíněný anděl a také démon, kterého si může kdykoliv přivolat na pomoc.